# Редуте, Пьер-Жозеф
Пьер-Жозе́ф Редуте́ (фр. Pierre-Joseph Redouté, 10 июля 1759 года — 19 июня 1840 года) — французский художник и ботаник бельгийского происхождения, королевский живописец и литограф, мастер ботанической иллюстрации.
Его альбом акварельных иллюстраций «Лилейные» (1802) со скидкой на инфляцию является самой дорогой печатной книгой в истории после «Птиц Америки» Дж. Одюбона.

## Имя
В различных источниках встречаются разные формы записи имени Редуте:
- фр. Pierre Joseph Redouté[5][6],
- фр. Pierre Joseph Redoute[3],
- фр. Pierre-Joseph Redoute[7],
- фр. Pierre-Joseph Redout[3].

## Биография

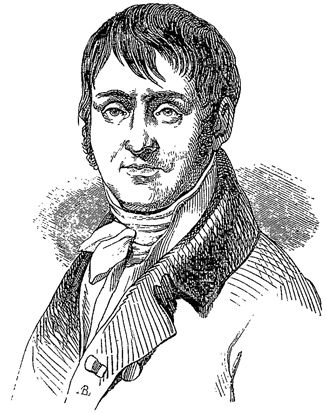
Пьер-Жозеф Редуте

Пьер-Жозеф Редуте родился в семье бельгийских художников в коммуне Сент-Юбер 10 июля 1759 года. Когда ему было тринадцать лет, он ушёл из дома, решив стать странствующим художником.
В 1782 году Пьер-Жозеф Редуте приехал в Париж. В 1784 году встретился с французским ботаником Шарлем Луи Леритье де Брютелем, который предложил ему заниматься ботаническими иллюстрациями.
В 1786 году Редуте начал работать в Национальном музее естественной истории.
В 1787 году переехал в Лондон; в 1788 году вернулся в Париж. В 1809 году стал преподавателем живописи.
В 1835 году Редуте стал кавалером Ордена Леопольда I в Бельгии.
Пьер-Жозеф Редуте умер в Париже 19 июня 1840 года в возрасте 80 лет. Похоронен на кладбище Пер-Лашез.

## Научная деятельность
Пьер-Жозеф Редуте специализировался на семенных растениях.

## Основные публикации
- Geraniologia (1787—1788).

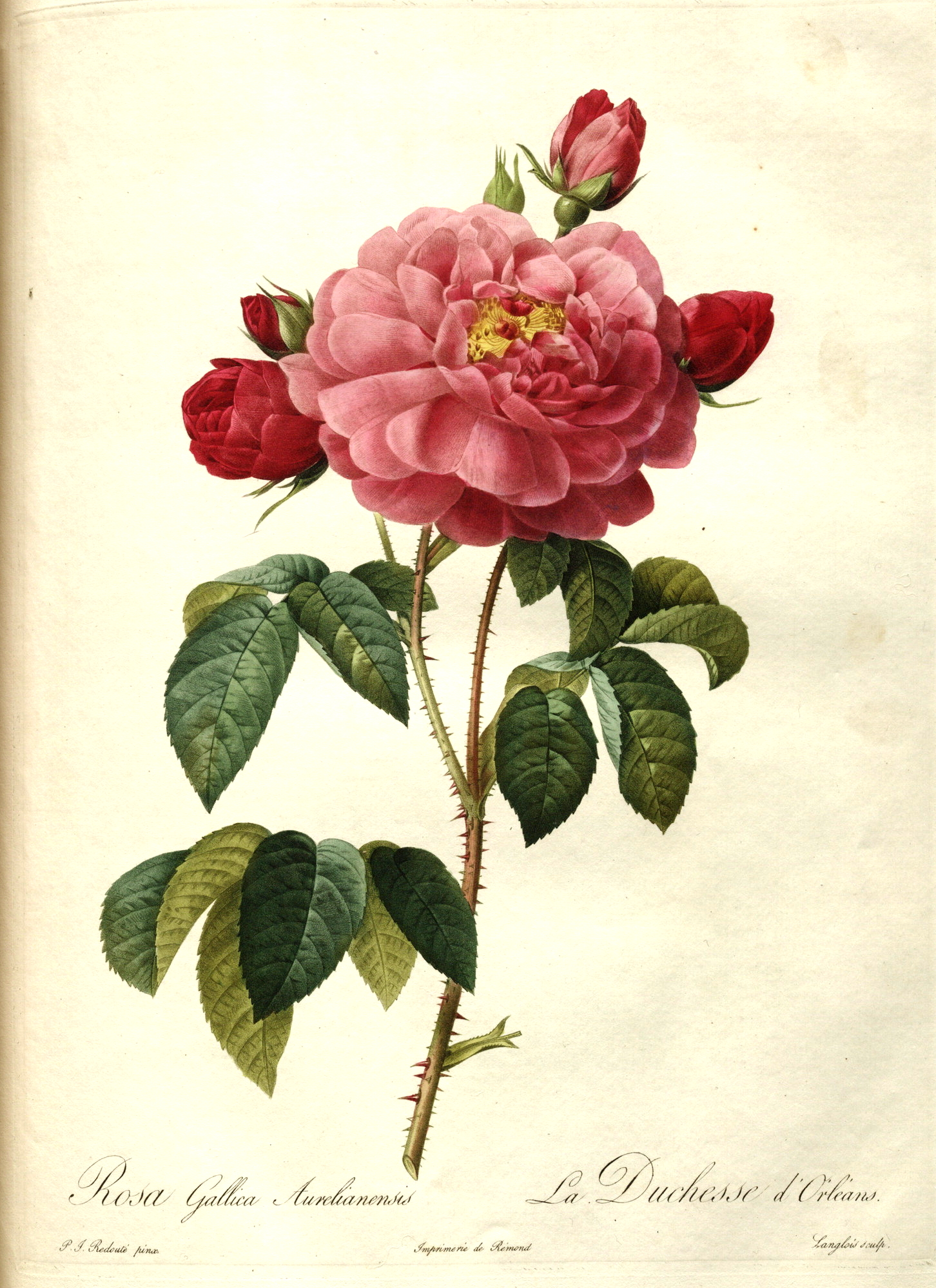
Rosa gallica aurelianensis

- Plantes grasses (2 volumes, 1790).
- Traité des arbres et arbustes que l’on cultive en France, par Duhamel. Nouvelle édition, avec des figures, d’après les dessins de P. J. Redouté (7 volumes, 1800—1819)
- Les Liliacées (8 volumes, 1802—1816).
- Les Roses (3 volumes, 1817—1824)[8][9].
- Choix des plus belles fleurs et de quelques branches des plus beaux fruits. Dédié à LL. AA. RR. les princesses Louise et Marie d’Orléans (1827).
- Catalogue de 486 liliacées et de 168 roses peintes par P.-J. Redouté (1829).
- Alphabet Flore (1835).